# Empoli
Empoli je město v Toskánsku ve střední Itálii, zhruba 30 km na jihozápad od Florencie. Protéká jím řeka Arno.
Empoli je významným zemědělským centrem regionu.

## Geografie
Sousední obce: Capraia e Limite, Castelfiorentino, Cerreto Guidi, Montelupo Fiorentino, Montespertoli, San Miniato, Vinci

## Demografie
Počet obyvatel

## Osobnosti města
- Jacopo da Pontormo (1494–1557), manýristický malíř a portrétista
- Ferruccio Busoni (1866–1924), hudební skladatel, klavírista, dirigent, pedagog a publicista

## Partnerská města
- Namur, Belgie
- Sankt Georgen an der Gusen, Rakousko